# Александријски итинераријум
Александријски итинераријум (лат. Itinerarium Alexandri - Александаров путопис )  путна је карта са описима саобраћајница, списком градова, села и других станица из периода Римског царства. На итинерару су приказивана насеља (станице) и њихова међусобну удаљеност у римским миљама.
Итинераријум је написан  око 340. године, и првобитно је представљало сажетак освајања Персије од стране Александра Великог и Трајана. Аутор дела је непознат, али је познато време његовог писања, јер је дело посвећено цару Констанцију II, који је у то време кренуо у поход на Персију. До данас је опстао само део који се бави Александром Великим, и то само у једном рукопису, који укључује и латинску верзију Александрове легендарне биографије Јулијуса Валерија лат. Res gestae Alexandri Macedonis.. Дело садржи много грешака, али његов садржај донекле прати садржај прве четири књиге Аријанове Анабазе.

## Историја

### Аутор
Уз Аријанову Анабазу (која се сматра најзначајним радом у животу Александра Македонског, „Индику“ која описује путовања у Индији током Александрових освајања), Александријски итинераријум је једна од Александрових апологетских биографија. Садржај текста у великој мери ослања се на Аријаново дело „Освајања Александра Великог” и има сличности са Александридом, романом о Александру Великом.
Аутор дела није поуздан, али Робин Лејн Фокс сматра да је дело написао 338 конзул Флавије Јулије Валерије Александар Полемије, аутор Александрове биографије Res Gestae Alexandri Macedonis, који је превео легендарну биографију у рукопису са грчког на латински. Иако већина савремених научника сматра да је вероватно писац  Александрове легендарне биографије Res Gestae Alexandri Macedonis  Полемије, не слажу се око тога да ли је он такође био и аутор Александријског итинераријума.

### Историја рукописа
Од Александријског итинераријума до данас је сачуван само један рукопису (Codex Ambrosianus P 49), који датира око 800. до 1000. године. Рукопис је пронађен у Амброзијанској библиотеци у Милану  у доста оштећеном стању и његово тумачење се сматра тешким
Копиран је у Авињону, а први пут је објављен 1817. године.